# Standfussiana
Standfussiana é um gênero de traça pertencente à família Arctiidae.